# فرودگاه منطقه‌ای اشبروو
فرودگاه منطقه‌ای اشبروو (به انگلیسی: Asheboro Regional Airport) یک فرودگاه همگانی بهره‌برداری هوایی است که یک باند فرود آسفالت دارد و طول باند آن ۱۶۷۷ متر است. این فرودگاه در کشور ایالات متحده آمریکا قرار دارد و در ارتفاع ۲۰۵ متری از سطح دریا واقع شده‌است.